# Barbara Sutton

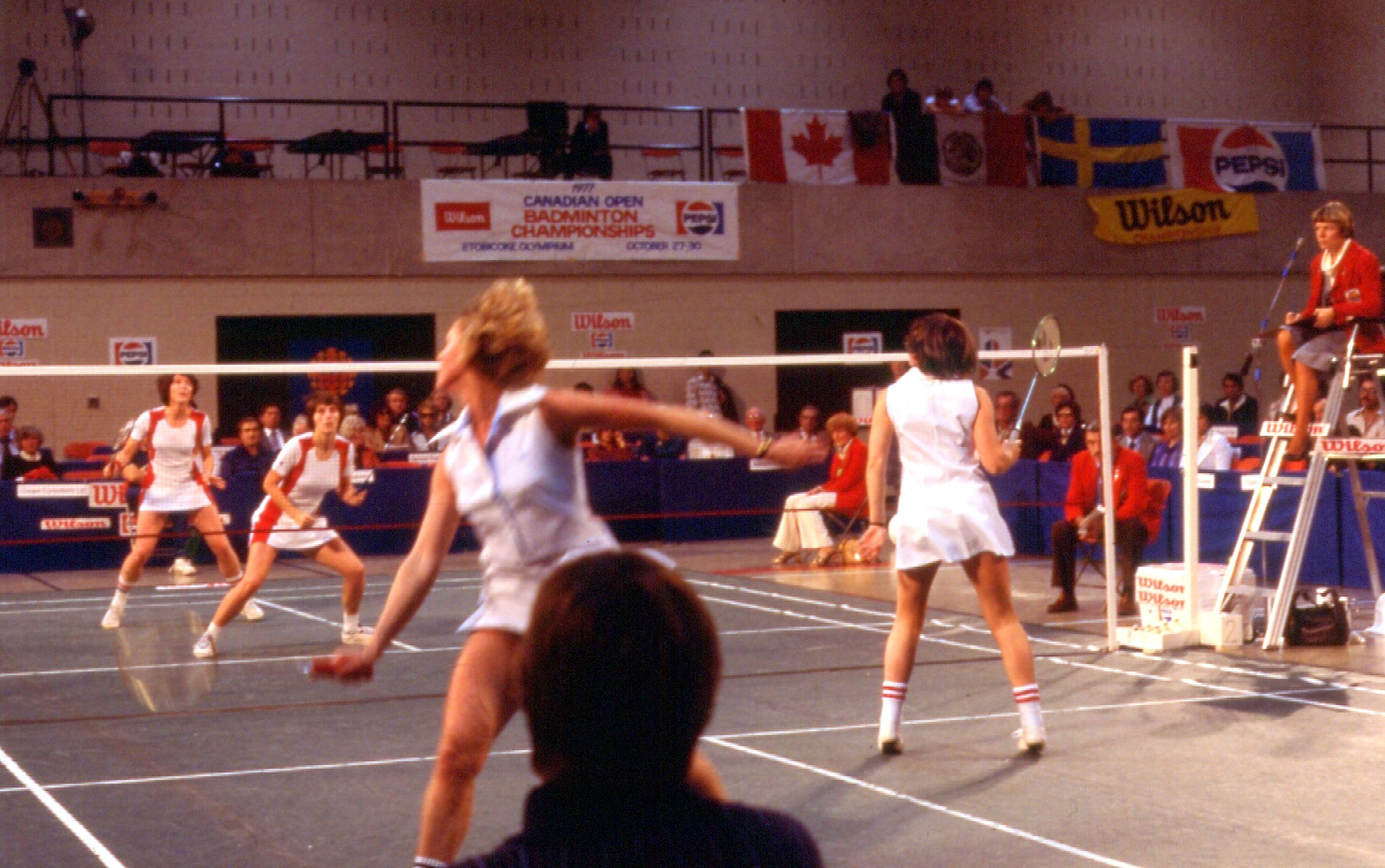
Barbara Sutton (hinten) und Jane Webster bei den Canadian Open 1977

Barbara Sutton (* um 1953, geborene Barbara Giles) ist eine ehemalige englische Badmintonspielerin. 

## Karriere
Nach mehreren Titeln bei den englischen Einzelmeisterschaften der Junioren und zwei Junioren-Europameistertiteln gewann sie 1972 die Portugal International. 1974 holte sie Bronze bei der Europameisterschaft im Mixed mit Mike Tredgett. 1978 gewann sie Gold mit dem englischen Team. 1980 erkämpfte sie sich Bronze bei der Weltmeisterschaft.

## Erfolge
| Saison | Veranstaltung                             | Disziplin   | Platz | Name |
| ------ | ----------------------------------------- | ----------- | ----- | --- |
| 1970   | England: Einzelmeisterschaft der Junioren | Damendoppel | 1     | Barbara Giles / S. B. Ringshall |
| 1970   | England: Einzelmeisterschaft der Junioren | Mixed       | 1     | D. R. M. Pither / Barbara Giles |
| 1971   | England: Einzelmeisterschaft der Junioren | Mixed       | 1     | Peter Gardner / Barbara Giles |
| 1971   | Junioren-Europameisterschaft              | Damendoppel | 2     | Nora Gardner / Barbara Giles |
| 1971   | Junioren-Europameisterschaft              | Mixed       | 1     | Peter Gardner / Barbara Giles |
| 1971   | England: Einzelmeisterschaft der Junioren | Damendoppel | 1     | Barbara Giles / Nora Gardner |
| 1972   | Portugal International                    | Mixed       | 1     | Bill Kidd / Barbara Giles |
| 1972   | Portugal International                    | Damendoppel | 1     | Nora Gardner / Barbara Giles |
| 1973   | Portugal International                    | Damendoppel | 1     | Nora Gardner / Barbara Giles |
| 1973   | Portugal International                    | Mixed       | 1     | Ray Stevens / Barbara Giles |
| 1973   | Scottish Open                             | Damendoppel | 1     | Nora Gardner / Barbara Giles |
| 1974   | Portugal International                    | Dameneinzel | 1     | Barbara Giles |
| 1974   | Portugal International                    | Damendoppel | 1     | Margo Winter / Barbara Giles |
| 1974   | Europameisterschaft                       | Mixed       | 3     | Mike Tredgett / Barbara Giles |
| 1974   | Swedish Open                              | Damendoppel | 1     | Barbara Giles / Heather Nielsen |
| 1975   | Swedish Open                              | Damendoppel | 1     | Barbara Giles / Susan Whetnall |
| 1975   | Südafrikanische Meisterschaft             | Damendoppel | 1     | Sue Whetnall / Barbara Giles |
| 1975   | Schweden: Internationale Meisterschaften  | Mixed       | 3     | Paul Whetnall / Barbara Giles |
| 1976   | Denmark Open                              | Damendoppel | 1     | Barbara Giles / Jane Webster |
| 1977   | England: Einzelmeisterschaften            | Damendoppel | 1     | Barbara Giles / Gillian Gilks |
| 1977   | German Open                               | Damendoppel | 1     | Barbara Giles / Jane Webster |
| 1977   | Welsh International                       | Mixed       | 1     | David Eddy / Barbara Giles |
| 1977   | Swedish Open                              | Damendoppel | 1     | Barbara Giles / Gillian Gilks |
| 1977   | German Open                               | Mixed       | 1     | David Eddy / Barbara Giles |
| 1978   | Europameisterschaft                       | Damendoppel | 2     | Jane Webster / Barbara Sutton |
| 1978   | Europameisterschaft                       | Mannschaft  | 1     | England (Ray Stevens, Mike Tredgett, Derek Talbot, Karen Bridge, Jane Webster, Nora Perry, Barbara Sutton, Anne Statt, Gillian Gilks, Susan Whetnall) |
| 1978   | Portugal International                    | Damendoppel | 1     | Barbara Sutton / Paula Kilvington |
| 1978   | Welsh International                       | Damendoppel | 1     | Barbara Sutton / Marjan Ridder |
| 1978   | Portugal International                    | Mixed       | 1     | Eddy Sutton / Barbara Sutton |
| 1979   | Welsh International                       | Damendoppel | 1     | Barbara Sutton / Nora Perry |
| 1980   | Weltmeisterschaft                         | Damendoppel | 3     | Karen Bridge / Barbara Sutton |
| 1980   | Northumberland International              | Mixed       | 1     | Billy Gilliland / Barbara Sutton |
| 1981   | England: Einzelmeisterschaften            | Damendoppel | 1     | Karen Bridge / Barbara Sutton |
| 1983   | Scottish Open                             | Damendoppel | 1     | Karen Beckman / Barbara Sutton |
| 1984   | Irish Open                                | Damendoppel | 1     | Sally Podger / Barbara Sutton |